# Дворец Разумовского (Вена)

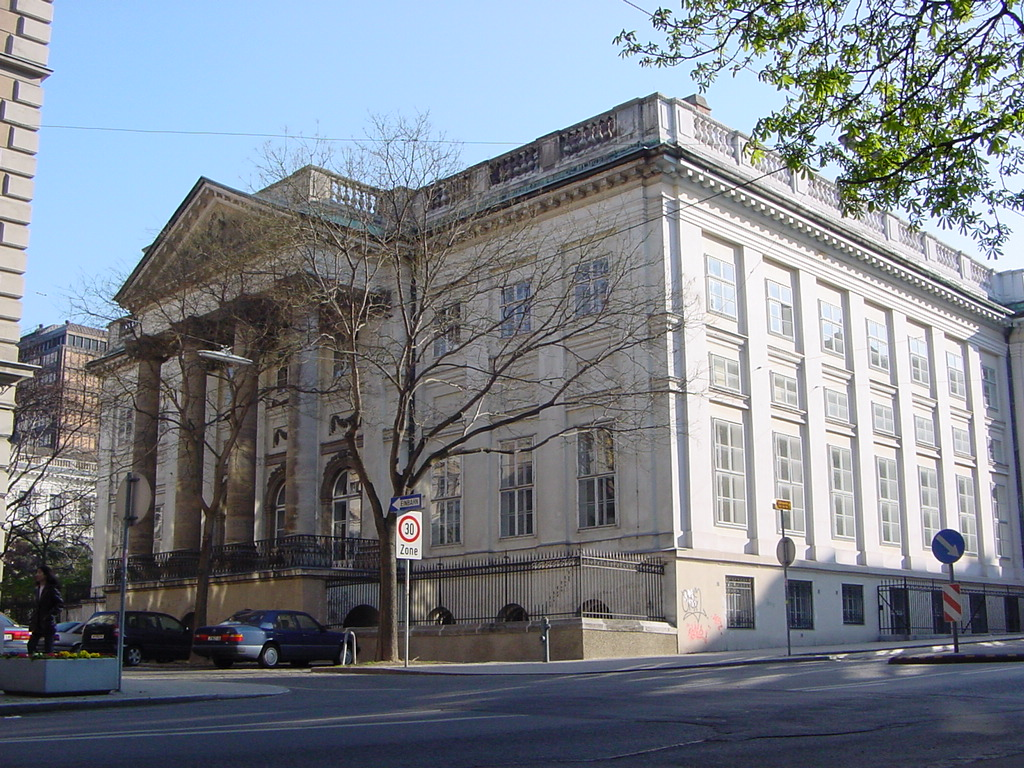
Дворец Разумовского

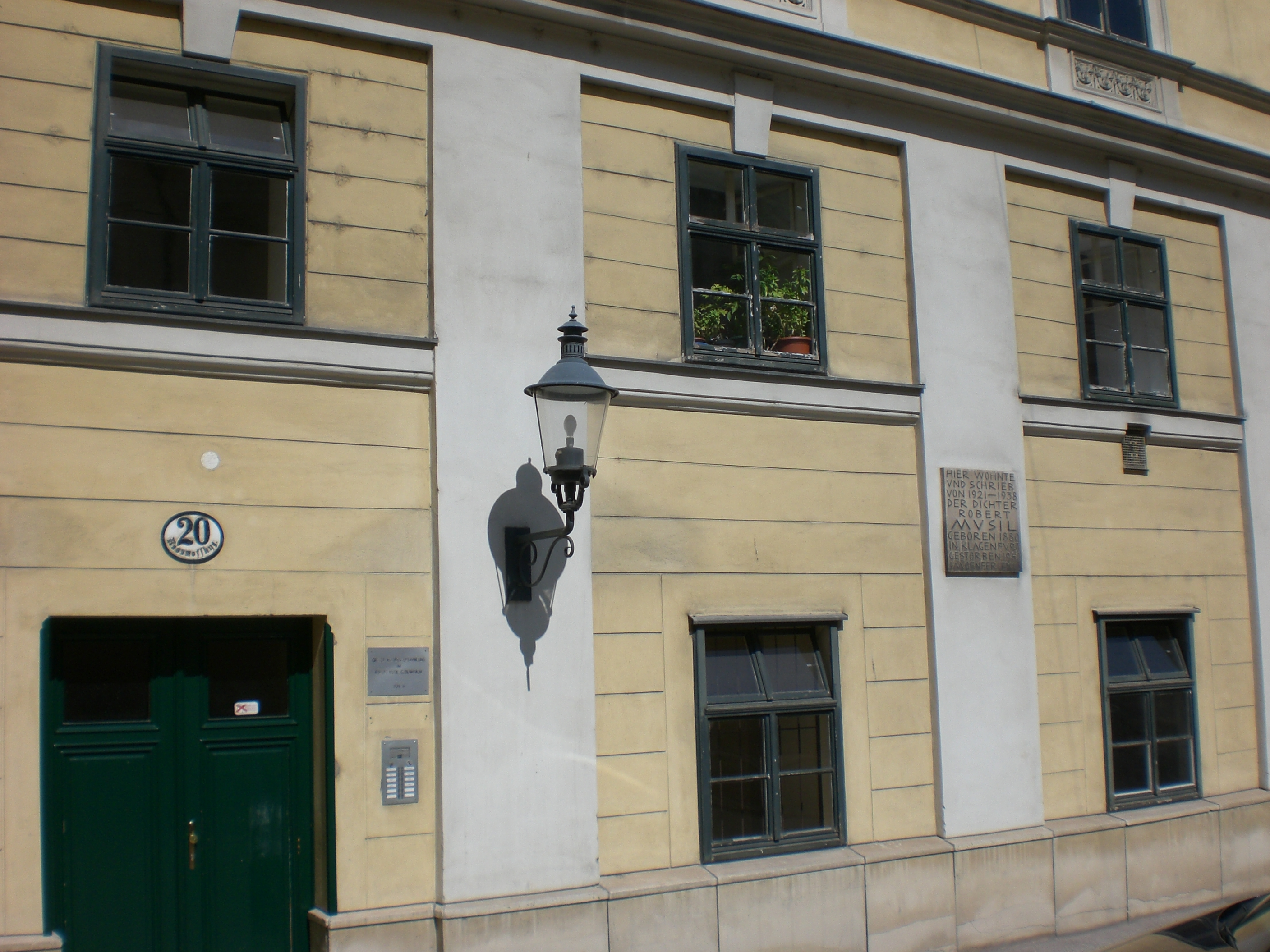
Жилой дом в здании дворцовых конюшен с памятной доской Роберту Музилю

Дворец Разумовского (нем. Palais Rasumofsky) — классицистский дворец в венском районе Ландштрасе.
Дворец с большим английским парком для посла России в Австрии князя Андрея Кирилловича Разумовского был возведён в 1806 году по проекту бельгийского архитектора Луи Монтойе. Оформление дворцового парка на участке, ограниченном современными переулками Разумовскигассе, Марксергассе, Эрдбергер-Ленде, Вассергассе и Гейзаугассе, было поручено гессенскому ландшафтному архитектору Конраду Розенталю.
31 декабря 1814 года парковое крыло дворца было уничтожено пожаром вместе с хранившимися в нём художественными ценностями. Это крыло было восстановлено в упрощённом виде архитектором Йозефом Мейслем-старшим. Князь Разумовский проживал во дворце до своей смерти в 1836 году. В 1838 году в отсутствие других наследников вдова князя продала дворец с парком князю Алоису II Лихтенштейнскому за 190 тыс. гульденов с назначением ей пожизненной ренты размером в 12 тыс. флоринов в год. Князь Лихтенштейнский перестраивал дворец и одновременно проживал в нём до 1851 года. В 1851—1873 годах Лихтенштейны передали дворец в аренду государству: во дворце Разумовского разместилось имперское геологическое ведомство, а в пристройке — реальное училище. В 1873 году дворец перешёл в собственность государства. В 1876 году дворцовый парк разбили на участки, на которых были возведены жилые дома эпохи грюндерства. В современной Вене парк при дворце Разумовского сохранился на небольшом участке между Разумовскигассе и Гейзаугассе. В 1877 году во дворце Разумовского была проведена новая реконструкция. Во время Второй мировой войны дворец Разумовского получил повреждения и был отреставрирован в 1946—1951 годах. Реставрационные работы также производились в 1966—1967 годах.
До приватизации дворца Разумовского в 2003 году в нём размещалось Федеральное геологическое общество. Новый собственник в 2011—2014 годах провёл во дворце капитальный ремонт в соответствии с нормами охраны исторических памятников.
Дворец Разумовского представляет собой массивное прямоугольное основное здание с примыкающим к нему с правого угла двухэтажным парковым крылом. Фасад основного здания структурирован выступами-лопатками. Центральную ось уличного фасада подчёркивают ризалиты с гигантскими ионическими пилястрами, а паркового фасада — портики с ионическими колоннами. Треугольный фронтон над портиком по Гейзаугассе украшен рельефами с аллегорическими сценами. Главная лестница и некоторые другие детали выполнены из прочного «императорского камня» — бургенландского известняка.
Помещения дворца распределены в соответствии с идеями палладианства. Главный вход во дворец по Разумовскигассе ведёт в вестибюль, за которым находится купольный зал и далее на парковой стороне — великолепный парадный зал с 16 коринфскими мраморными колоннами, который наряду с рыцарским залом Хофбурга считается шедевром Луи Монтойе. К парадному залу прилегают два дополнительных представительских мраморных зала.
От многочисленных хозяйственных построек при дворце Разумовского, размещавшихся по всей территории современного Парка имени Греты Йост, сохранилось лишь скромное здание кубической формы начала XIX века. Напротив него по Разумовскигассе находятся бывшие дворцовые конюшни. Это здание в 1803—1807 годах было продано с аукциона и позднее было переоборудовано под доходный дом. В настоящее время оно также используется под жильё. Памятная доска на здании свидетельствует о том, что в нём в 1921—1938 годах проживал Роберт Музиль.